# 在北平和統一促進協議会
在北平和統一促進協議会（ざいほく へいわとういつ そくしんきょうぎかい、朝鮮語: 재북평화통일촉진협의회）は、朝鮮民主主義人民共和国（北朝鮮）の南北交流、対南工作団体のひとつである。1956年7月に平壌直轄市の牡丹峰劇場で結成された。